# 周礼荣
周礼荣（1934年—），男，浙江诸暨人，中国显微外科专家，曾任第六、七届全国人大代表，第六届全国人大代表常委会委员。